# Forradalmi Kormányzótanács
A Forradalmi Kormányzótanács (ritkán Garbai-kormány) a magyarországi Tanácsköztársaság vezető szerve, legfőbb végrehajtó testülete, tulajdonképpeni kormánya volt. 1919. március 21. és 1919. augusztus 1. között működött, elnöke Garbai Sándor volt. A Tanácsköztársaság kormányaként Tanácskormánynak is nevezték.
A kormányzótanács tagjai az úgynevezett népbiztosok voltak. 1919. április 3-ig a népbiztosoknak helyetteseik is voltak, ezután viszont a legtöbb népbiztosság élén egyszerre több, egymással egyenrangú népbiztos állt, így a Forradalmi Kormányzótanács volt Magyarország történetének legnagyobb létszámú kormánya: 1919. április 7-től június 24-ig 35 tagú volt.

## Tagjai
A Forradalmi Kormányzótanács megalakulásakor 15 tagú volt, legnagyobb létszáma 35 fő, lemondása előtt pedig 13 tagja volt. A népbiztosok nagy része korábban szociáldemokrata politikus volt, a többiek kommunisták. A tanácsköztársaság irányító pártja a Magyarországi Szociáldemokrata Párt és a Kommunisták Magyarországi Pártja egyesüléséből létrejött Magyarországi Szocialista Párt volt.
A Kormányzótanács tagjai közül Kun Bélának volt a legnagyobb tekintélye, aki az elnöki tisztet mindvégig betöltő Garbai Sándornál is befolyásosabb volt.[forrás?]

### Március 21. – április 3.
A Forradalmi Kormányzótanács összetétele a Tanácsköztársaság ideiglenes alkotmányának kiadásáig (1919. március 21. – április 3.):
- A Forradalmi Kormányzótanács elnöke: Garbai Sándor
- Belügyi népbiztos: Landler Jenő, helyettese Vágó Béla
- Földmívelésügyi népbiztosok: Csizmadia Sándor, Vántus Károly, Hamburger Jenő és Nyisztor György, népbiztoshelyettes Hevesi Ákos (március 30. előtt nevezték ki)
- Hadügyi népbiztos: Pogány József (április 2-ig), helyettesei Szántó Béla és Szamuely Tibor
- Igazságügyi népbiztos: Rónai Zoltán, helyettese Ládai István
- Kereskedelemügyi népbiztos: Landler Jenő belügyi népbiztosként ideiglenesen, helyettesei Rákosi Mátyás és Haubrich József
- Közélelmezési népbiztos: Erdélyi Mór, helyettese Illés Artúr
- Közoktatásügyi népbiztos: Kunfi Zsigmond, helyettesei Lukács György és Szabados Sándor (utóbbi március 28-tól)
- Külügyi népbiztos: Kun Béla, helyettese Ágoston Péter
- Munkaügyi és népjóléti népbiztos: Bokányi Dezső, helyettesei Fiedler Rezső és Guth Antal (utóbbi március 28-tól)
- Német népbiztos: Kalmár Henrik
- Pénzügyi népbiztos: Varga Jenő, helyettese Székely Béla
- Ruszin népbiztos: Szabó Oreszt (ténylegesen nem lépett hivatalba), majd Stefán Ágoston (március 24-től)
- Szocializálási népbiztos: Böhm Vilmos, helyettesei Hevesi Gyula, Dovcsák Antal

A Budapesti Közlöny 1919. március 24-i száma alapján városi népbiztosnak kineveztetett Vincze Sándor, Preusz Mór és Dienes László, politikai népbiztosnak pedig Bíró Dezső és Seidler Ernő. Az Osztrák-Magyar Bank kormányzója Lengyel Gyula lett.
A népbiztosok és helyetteseik között nem volt egyértelmű feladatmegosztás, a helyettesek gyakran írtak alá hivatalos iratokat népbiztosként. A közlekedésügy a belügyi népbiztos feladatkörébe tartozott, a földmívelésügyi népbiztosságot négy népbiztos együttesen irányította, kezdetben helyettes nélkül, majd egy helyettes népbiztossal. Pogány József hadügyi népbiztos április 2-án este az ellene rendezett tüntetés miatt lemondott.

### Április 3. – június 24.
A tanácsköztársaság ideiglenes alkotmányának kihirdetését követően a Forradalmi Kormányzótanács átszervezte önmagát. Megszüntették a helyettes népbiztosi tisztséget, az addigi helyetteseket ezután hivatalosan is népbiztosnak nevezték. Az egyes népbiztosságokat – a két nemzeti kisebbség népbiztosságainak kivételével – egyidejűleg 2-6 népbiztos vezette, viszont egyes népbiztosok egyidejűleg több népbiztosság vezetésében is részt vettek.
A kormányzótanács összetétele április 3. és június 24. között a következő volt:
- A Forradalmi Kormányzótanács elnöke: Garbai Sándor
- A szociális termelés népbiztosai: Varga Jenő, Dovcsák Antal, Hevesi Gyula, Kelen József és Rákosi Mátyás, továbbá Bajáki Ferenc (április 7-től)
- Belügyi, vasúti és hajózási népbiztosok: Landler Jenő és Vágó Béla
- Földmívelésügyi népbiztosok: Hamburger Jenő, Nyisztor György és Vántus Károly
- Hadügyi népbiztosok: Kun Béla, Böhm Vilmos, Fiedler Rezső, Haubrich József és Szántó Béla
- Igazságügyi népbiztosok: Rónai Zoltán és Ládai István
- Közélelmezési (április 5-től közellátási) népbiztosok: Erdélyi Mór, Illés Artúr és Kondor Bernát
- Közoktatásügyi népbiztosok: Kunfi Zsigmond, Lukács György, Szabados Sándor és Szamuely Tibor
- Külügyi népbiztosok: Kun Béla, Ágoston Péter és Pogány József
- Munkaügyi és népjóléti népbiztosok: Bokányi Dezső és Guth Antal
- Német népbiztos: Kalmár Henrik
- Pénzügyi népbiztosok: Székely Béla és Lengyel Gyula
- Ruszin népbiztos: Stefán Ágoston

A tanácskormány következő átszervezése a Népgazdasági Tanács május 25-étől történt felállításával függött össze, amibe beolvadt az öt gazdasági ágazati népbiztosság (a földmívelésügyi, a szociális termelési, a közellátási, a közlekedési és a pénzügyi), továbbá ide kerültek a Belügyi, Vasúti és Hajózási Népbiztosságtól a közlekedési ügyek is, aminek folytán e népbiztosság neve ismét egyszerűen Belügyi lett. Ezt az átszervezést azonban teljes körűen valószínűleg nem tudták végrehajtani, erre utalnak egyes ágazati népbiztosok által kiadott júniusi dátumozású iratok. A Népgazdasági Tanács szervezetére, osztályainak ügykörére és elnevezésére vonatkozó különböző rendelkezések következetlenek, egymásnak gyakran ellentmondóak is voltak.

### Június 24. – augusztus 1.
A Tanácsköztársaság legfőbb szerve, a Tanácsok Országos Gyűlése (TOGY) június 14. és 23. között ülésezett, és elfogadta a Magyarországi Szocialista Szövetséges Tanácsköztársaság alkotmányát. A TOGY az utolsó ülésnapján megválasztotta a 150 tagú Szövetséges Központi Intéző Bizottságot, mely másnap megbízta az új Forradalmi Kormányzótanácsot. Ennek összetétele az alkotmánnyal összhangban a következő volt:
- A Forradalmi Kormányzótanács elnöke: Garbai Sándor
- A Forradalmi Kormányzótanács elnökhelyettese: Dovcsák Antal
- A Népgazdasági Tanács elnökségének tagjai, egyben népbiztosok: Varga Jenő, Nyisztor György, Lengyel Gyula és Bajáki Ferenc
- Belügyi népbiztos: Landler Jenő
- Hadügyi népbiztos: Szántó Béla
- Igazságügyi népbiztos: Ágoston Péter (ténylegesen nem vette át a népbiztosság vezetését; a feladatot a korábbi vezető, Rónai Zoltán belügyi népbiztoshelyettesként látta el)
- Közoktatásügyi népbiztos: Pogány József
- Külügyi népbiztos: Kun Béla
- Német népbiztos: Kalmár Henrik (ideiglenesen, július 25-ig)
- Népjóléti és közegészségügyi népbiztos: Guth Antal
- Ruszin népbiztos: Stefán Ágoston (ideiglenesen)

A munkaügy irányítása a Népgazdasági Tanács alá került, ezért változott a Munkaügyi és Népjóléti Népbiztosság elnevezése Népjóléti és Közegészségügyire.

## Rendeletek
A Magyarországi Tanácsköztársaság legfontosabb intézkedései a Kormányzótanács rendeleteiként jelentek meg.